# 옥희
옥희(玉姬)는 대한민국의 여성 가수이다. 본명은 김광숙(金光淑)이며 프로 복싱 세계챔피언을 차지했던 복싱 선수 출신 홍수환(洪秀煥)의 아내이다.

## 생애
서울 출생이며 어린 시절에는 친정할머니로부터 김옥녀(金玉女)라는 애칭으로 불렸다. 이모의 소개로 테너 색소폰 연주자 겸 작곡가 이봉조(李鳳祚)와 기타 연주자 겸 작곡가 김희갑(金喜甲)에 의하여 가수로 발탁되었다. 1972년 미국에서 서울 시스터즈(Seoul Sisters) 밴드로 가수 활동을 하다가 이후 귀국하여 1974년 김희갑 작곡의 《나는 몰라요》라는 곡으로 국내에서 솔로 가수로 정식 데뷔하였다. 그 후 《눈으로만 말해요》, 《이웃 사촌》 등이 히트하며 입지를 다졌고 1981년 프로 복서 출신의 홍수환(洪秀煥)과 연애 결혼한 이후 1985년 가수 활동을 중단하고 음식점 사업에 전념하다가 2003년 5월 31일 이후 가수 분야에 복귀하여 《소설같은 사랑》이라는 곡을 발표하였다. 현재는 지난날 그룹 사운드 출신 중견 동료 가수들의 음악 재기 관련 활동을 독려하는 사업도 병행하고 있다.
가족관계로는 남편 홍수환과 슬하 1남 1녀가 있다.

## 데뷔
- 1974년 노래 "나는 몰라요"

## 소속
- Seoul Kitty Company 사장

## 학력
- 서울 배화여자중학교 졸업
- 서울 배화여자고등학교 졸업

## 수상
- 1975년 MBC 10대 가수 가요제 - 10대 가수상